# Shlomi Shabat
Shlomi Shabat (in ebraico שלומי שבת‎?; Yehud, 30 agosto 1954) è un cantante israeliano di musica mizrahì.

## Biografia
Shlomi Shabat è nato a Yehud da genitori ebrei sefarditi emigrati dalla Turchia. Canta in ebraico, turco, inglese e spagnolo. Nel corso degli anni, ha lavorato con altri artisti israeliani famosi, come Sarit Hadad, Aviv Geffen e Shiri Maimon. Inoltre ha cantato al matrimonio di Bar Refaeli, ed è uno dei giudici della versione israeliana del programma The Voice.

## Discografia parziale
- Sono riemerso dalle tenebre - 1987 - מן החושך חזרתי
- Per via del vento - 1989 - בגלל הרוח
- Non andare troppo lontano - 1991 - אל תלכי רחוק מדי
- Un'ora insieme - 1993 - שעה אחת ביחד
- Shlomi Shabat - 1998 - שלומי שבת
- Amici - 2001 - חברים
- Golden Hits - 2001 - להיטי זהב
- Tempo d'amore - 2003 - זמן אהבה
- Shlomi Shabat in Cesarea - 2005 - המופע המשותף בקיסריה
- Amici 2 - 2006 - חברים 2